# Prostaglandina F2α
La prostaglandina PGF2α o prostaglandina F2 alfa és una prostaglandina (àcid gras insaturat de vint carbonis) formada a partir de prostaglandina PGH₂ o PGE₂. La sintètica es ven comercialment amb el nom de dinoprost i s'usa per a estimular la contracció del múscul llis bronquial o, al part o avortament provocats artificialment, per a estimular les contraccions uterines.